# Strzyżów
Strzyżów è un comune urbano-rurale polacco del distretto di Strzyżów, nel voivodato della Precarpazia.
Ricopre una superficie di 140,23 km² e nel 2004 contava 20 655 abitanti.

## Amministrazione

### Gemellaggi
- Bagnacavallo
- Neresheim